# ميخائيل برادي (لاعب كرة قاعدة)
ميخائيل برادي (بالإنجليزية: Michael Brady)‏ هو لاعب كرة قاعدة أمريكي، ولد في 21 مارس 1987 في لاغونا بيتش في الولايات المتحدة.

## وصلات خارجية
- ميخائيل برادي على موقع دوري كرة القاعدة الرئيسي (الإنجليزية)
- ميخائيل برادي على موقعبيزبول رفرنس.كوم (الدوري الرئيسي) (الإنجليزية)
- ميخائيل برادي على موقعبيزبول رفرنس.كوم (الدوري الثانوي) (الإنجليزية)